# ارکیده‌های خورشیدی
ارکیده‌های خورشیدی (نام علمی: Thelymitra) نام یک سرده از subtribe کلاه‌زنانه‌ها است.